# Söngvakeppnin 2023
La diciassettesima edizione di Söngvakeppnin è stata organizzata dall'emittente radiotelevisiva islandese RÚV per selezionare il rappresentante nazionale all'Eurovision Song Contest 2023 a Liverpool.
La vincitrice è stata Diljá con Power.

## Organizzazione
Il 29 agosto 2022 l'emittente radiotelevisiva pubblica Ríkisútvarpið (RÚV) ha confermato la partecipazione dell'Islanda all'Eurovision Song Contest 2023 a Liverpool insieme all'organizzazione della diciassettesima edizione di Söngvakeppnin, competizione musicale tradizionalmente utilizzata per la scelta del rappresentante nazionale. Dallo stesso giorno è stato possibile inviare all'emittente proposte per il concorso entro il successivo 4 ottobre.
L'evento si è tenuto in tre serate: due semifinali, rispettivamente programmate per il 18 e il 25 febbraio 2023, e la finale il successivo 4 marzo. In ciascuna semifinale si sono esibiti cinque artisti, due dei quali hanno avuto accesso alla finale tramite televoto; il quinto finalista è stato invece scelto fra le proposte scartate da una giuria in seguito a entrambe le semifinali. Nella finale il voto combinato di giuria e pubblico ha decretato, in una prima fase, i due artisti che hanno acceduto al duello finale, dove il solo televoto ha deciso il vincitore. Nelle semifinali, come di consuetudine, sono stati presentati i brani nella loro versione in lingua islandese, mentre nella finale è stata data la possibilità agli artisti di eseguire la propria canzone nella lingua desiderata.

### Giuria
La giuria internazionale per Söngvakeppnin 2023 è stata composta da:
- Australia – Emely Griggs
- Danimarca – Ilhan Haydar (Rappresentante della Danimarca all'Eurovision Song Contest 2022, come parte delle Reddi)
- Islanda – Guðlaug Sóley Höskuldsdóttir
- Islanda – Jóhann Kristófer Stefánsson
- Islanda – Jón Ólafsson
- Islanda – Lovísa Elísabet Sigrúnardóttir
- Lituania – Ramūnas Zilnys
- Norvegia – Gaute Ormåsen (Rappresentante della Norvegia all'Eurovision Song Contest 2022, come parte dei Subwoolfer)
- Svezia – Helena Nilsson
- Turchia – Ersin Parlak

## Partecipanti
RÚV ha aperto la possibilità a tutti gli artisti interessati di inviare canzoni per il festival dal 29 agosto al 4 ottobre 2022. I dieci partecipanti, selezionati da una giuria interna fra le 132 proposte, sono stati rivelati il 28 gennaio 2023, e i relativi brani sono stati immediatamente pubblicati sulle piattaforme digitali.
| Artista                  | Titolo                           | Titolo                            | Compositori                                                                                                  |
| Artista                  | Versione islandese               | Versione inglese                  | Compositori                                                                                                  |
| ------------------------ | -------------------------------- | --------------------------------- | --- |
| Benedikt                 | Þora                             | Brave Face                        | Benedikt Gylfason, Hildur Kristín Stefánsdóttir, Una Torfadóttir                                             |
| Bragi                    | Stundum snýst heimurinn gegn þér | Sometimes the World's Against You | Bragi Bergsson, Joy Deb, Rasmus Palmgren, Aniela Eklund                                                      |
| Celebs                   | Dómsdags dans                    | Doomsday Dancing                  | Hrafnkell Hugi Vernharðsson, Katla Vigdís Vernharðsdóttir, Valgeir Skorri Vernharðsson, Árni Hjörvar Árnason |
| Diljá                    | Lifandi inni í mér               | Power                             | Pálmi Ragnar Ásgeirsson, Diljá Pétursdóttir                                                                  |
| Kristín Sesselja         | Óbyggðir                         | Terrified                         | Kristín Sesselja Einarsdóttir, Tiril Beisland, Vetle Sigmundstad, Guðrún Helga Jónasdóttir                   |
| Langi Seli og Skuggarnir | OK                               | –                                 | Axel Hallkell Jóhannesson, Erik Robert Qvick, Jón Þorleifur Steinþórsson                                     |
| Móa                      | Glötuð ást                       | Loose This Dream                  | Móeiður Júníusdóttir, Guðrún Sigríður Guðlaugsdóttir                                                         |
| Sigga Ózk                | Gleyma þér og dansa              | Dancing Lonely                    | Klara Elias, Alma Goodman, David Mørup, James Gladius Wong                                                   |
| Silja Rós & Kjalar       | Ég styð þína braut               | Together We Grow                  | Silja Rós Ragnarsdóttir, Rasmus Olsen                                                                        |
| Úlfar                    | Betri maður                      | Impossible                        | Rob Price, Úlfar Viktor Björnsson, Elín Sif Halldórsdóttir                                                   |

## Semifinali
Le semifinali si sono svolte in due serate, il 18 e il 25 febbraio 2023, e hanno visto competere 5 partecipanti ciascuno per i quattro posti per puntata destinati alle semifinali. Un ulteriore finalista è stato decretato dalla giuria interna fra i sei scartati durante le semifinali. La divisione e l'ordine d'esibizione delle semifinali sono stati resi noti il 28 gennaio 2023, in concomitanza con l'annuncio dei partecipanti.

### Prima semifinale
La prima semifinale si è svolta il 18 febbraio 2023 presso gli RVK Studios di Reykjavík. L'ordine d'esibizione è stato reso noto il 28 gennaio 2023.
Ad accedere alla finale sono stati Diljá e Bragi; i Celebs sono stati selezionati da una giuria come quinti finalisti.
| # | Artista  | Titolo                           | Televoto | Posizione |
| - | -------- | -------------------------------- | -------- | --------- |
| 1 | Benedikt | Þora                             | 2 262    | 5         |
| 2 | Diljá    | Lifandi inni í mér               | 9 605    | 1         |
| 3 | Celebs   | Dómsdags dans                    | 7 133    | 3         |
| 4 | Bragi    | Stundum snýst heimurinn gegn þér | 7 135    | 2         |
| 5 | Móa      | Glötuð ást                       | 3 308    | 4         |

### Seconda semifinale
La seconda semifinale si è svolta il 25 febbraio 2023 presso gli RVK Studios di Reykjavík. L'ordine d'esibizione è stato reso noto il 28 gennaio 2023.
Ad accedere alla finale sono stati Langi Seli og Skuggarnir e Sigga Ózk.
| # | Artista                  | Titolo              | Televoto | Posizione |
| - | ------------------------ | ------------------- | -------- | --------- |
| 1 | Úlfar                    | Betri maður         | 6 862    | 3         |
| 2 | Kristín Sesselja         | Óbyggðir            | 2 638    | 5         |
| 3 | Langi Seli og Skuggarnir | OK                  | 12 714   | 1         |
| 4 | Silja Rós & Kjalar       | Ég styð þína braut  | 5 178    | 4         |
| 5 | Sigga Ózk                | Gleyma þér og dansa | 10 024   | 2         |

## Finale
La finale si è svolta il 4 marzo presso gli RVK Studios di Reykjavík ed è stata presentata da Ragnhildur Steinunn Jónsdóttir, Unnsteinn Manuel Stefánsson e Sigurður Þorri Gunnarsson. L'ordine d'uscita è stato reso noto il 28 febbraio 2023.
A differenza delle semifinali dove i partecipanti hanno l'obbligo di esibirsi in islandese, nella finale ogni artista ha la possibilità di scegliere la versione con cui hanno intenzione di partecipare all'Eurovision Song Contest.
Diljá e i Langi Seli og Skuggarnir sono risultati i più votati nel primo round di voto della giuria e televoto; nel duello finale, dove ha votato solo il pubblico, Diljá è stata incoronata vincitrice della manifestazione.
| # | Artista                  | Titolo                            | Giuria | Televoto | Totale | Posizione |
| - | ------------------------ | --------------------------------- | ------ | -------- | ------ | --------- |
| 1 | Sigga Ózk                | Dancing Lonely                    | 24 350 | 12 179   | 36 529 | 5         |
| 2 | Bragi                    | Sometimes the World's Against You | 22 345 | 14 463   | 36 808 | 4         |
| 3 | Celebs                   | Doomsday Dancing                  | 23 491 | 17 436   | 40 927 | 3         |
| 4 | Diljá                    | Power                             | 30 939 | 47 549   | 78 488 | 1         |
| 5 | Langi Seli og Skuggarnir | OK                                | 22 059 | 31 557   | 53 616 | 2         |

### Superfinale
| # | Artista                  | Titolo | Punteggio   | Punteggio     | Punteggio | Posizione |
| # | Artista                  | Titolo | Primo round | Secondo round | Totale    | Posizione |
| - | ------------------------ | ------ | ----------- | ------------- | --------- | --------- |
| 1 | Diljá                    | Power  | 78 488      | 85 515        | 164 003   | 1         |
| 2 | Langi Seli og Skuggarnir | OK     | 53 616      | 42 235        | 95 851    | 2         |

## Ascolti
| Puntata    | Messa in onda    | Telespettatori | Rating | Note  |
| ---------- | ---------------- | -------------- | ------ | ----- |
| Semifinali | 18 febbraio 2023 | 99 000         | 37,90% | [ 9 ] |
| Semifinali | 25 febbraio 2023 | 88 000         | 33,50% | [ 9 ] |
| Finale     | 4 marzo 2023     | 129 000        | 49,20% | [ 9 ] |
| Media      | Media            | 105 300        | 40,20% |       |